# Henrique Rosa Gomes
Henrique Gonçalves Rosa Gomes (Funchal, Madeira, 24 de Janeiro de 1997) é um piloto português, campeão mundial de jetski na classe Júnior Ski Lites 13-15 anos. O piloto renovou o título mundial a 6 de Outubro de 2012 nas World Finals de Lake Havasu, Arizona, nos Estados Unidos, que decorrem de 29 de Setembro a 7 de Outubro de 2012. Henrique Rosa Gomes é ainda vice-campeão do mundo na classe Amateur Ski Lites.
O piloto iniciou a carreira em 2006, conquistando o 3.º lugar no Campeonato Regional da Madeira. Em 2007 conseguiu o 2.º lugar no Troféu Yamaha e o 3.º no Campeonato Regional. Em 2008 ficou em 2.º lugar no Grande Prémio de Mirandela, e em 2.º no Campeonato Nacional. Em 2009 sagrou-se Campeão Regional e Nacional de Ski Infantil, conquistando o 6.º lugar no no Europeu Ski Juniores e o 7.º no Mundial da mesma modalidade. Em 2010 foi Campeão Nacional Ski Juvenis, ficando em 6.º no Campeonato do Mundo e 5.º no Campeonato da Europa
Em 2011 conquistou o título de Campeão Europeu de Slalom. A 6 de Outubro do mesmo ano, em Lake Havasu, Henrique Rosa Gomes, da Associação Náutica da Madeira, conquistou o título mundial de Jet Ski na classe Closed Course, Juniores 13-15, integrado na selecção nacional de Portugal, destacando-se pela sua regularidade. Foi a primeira vez que este título mundial foi conquistado por Portugal. A 8 do mesmo mês sagrou-se campeão mundial na disciplina de Slalom, Escalão Júnior 13-15.
Em 2014 o piloto parou durante um ano, muito devido a problemas existentes no jet ski português, em relação à passagem da modalidade para outra federação. Em 2015 voltou em grande, sangrando-se Campeão Nacional de GP1, a classe rainha do jet ski. Também em 2015 competiu no Campeonato do Mundo da Aquabike, ficando em 12º da geral em GP1, tendo obtido o seu melhor resultado no Grande Prémio do Dubai, um 6º lugar. Acabou o ano em 10º do Ranking Mundial, entre mais de 200 pilotos. Este ano ficou também marcado por um grave acidente ocorrido no Grande Prémio da Croácia.
Em 2016 o Campeonato do Mundo não correu como esperado, tendo acabado em 15º. No Ranking ficou-se pela 12º posição entre os melhores pilotos do mundo. 2016 foi um ano de mais uma grande conquista, o 7º campeonato nacional do Piloto Madeirense. No europeu ainda lutou pelo Top10, mas um acidente na última etapa em Mirandela deitou por terra esse objetivo.
No ano de 2017 o piloto alcançou a sua melhor classificação de sempre no Europeu da modalidade, tendo acabado em 5º Lugar na classe GP1. O Português está em 1º do Nacional, muito próximo de alcançar o seu 8º título nacional.